# SHS in het seizoen 1961/62
Het seizoen 1961/1962 was het achtste jaar in het bestaan van de Haagse betaaldvoetbalclub SHS. De club kwam uit in de Eerste divisie B en eindigde daarin op de zevende plaats. Door de inkrimping van de Eerste divisie speelden beide nummers 7 een wedstrijd om te bepalen wie zich handhaafde. De wedstrijd tegen de nummer 7 (SVV) uit divisie A werd met 2–0 gewonnen. Tevens deed de club mee aan het toernooi om de KNVB beker, hierin werd in de tweede ronde verloren van DHC (1–2).

## Wedstrijdstatistieken

### Eerste divisie B
|       | Be Quick | EBOH  | Elinkwijk | Enschedese Boys | Excelsior | Heerenveen | Heracles | Hermes DVS | Hilversum | HVC   | Limburgia | NOAD  | RBC   | VSV   | Wageningen | Wilhelmina | ZFC   |
| ----- | -------- | ----- | --------- | --------------- | --------- | ---------- | -------- | ---------- | --------- | ----- | --------- | ----- | ----- | ----- | ---------- | ---------- | ----- |
| Thuis | 1 – 1    | 3 – 0 | 2 – 2     | 0 – 1           | 0 – 1     | 2 – 3      | 3 – 3    | 4 – 0      | 2 – 1     | 0 – 0 | 0 – 1     | 2 – 0 | 0 – 2 | 4 – 1 | 3 – 0      | 3 – 1      | 1 – 0 |
| Uit   | 1 – 4    | 0 – 4 | 1 – 0     | 3 – 1           | 4 – 0     | 0 – 1      | 0 – 0    | 1 – 2      | 0 – 1     | 1 – 3 | 0 – 1     | 1 – 5 | 2 – 0 | 3 – 2 | 3 – 2      | 0 – 0      | 0 – 1 |

### Degradatiewedstrijd
| Degradatiewedstrijd                                                                      | SHS                               | 2 – 0 (1 – 0) | SVV |
| 17 juni 1961 Plaats: Delft Brasserskade Toeschouwers: 16.000 Scheidsrechter: Piet Roomer | Roel Timmer 41' Jan de Kleijn 78' |               |     |

### KNVB beker
| 2e ronde                                 | DHC                 | 2 – 1 (1 – 0) | SHS              |
| 31 maart 1962 Plaats: Delft Brasserskade | Chiel Jansen 8', –' |               | 75' John Heikamp |

## Statistieken SHS 1961/1962

### Eindstand SHS in de Nederlandse Eerste divisie B 1961 / 1962
| Stand | Gespeeld | Gewonnen | Gelijk | Verloren | Punten | Doelpunten voor | Doelpunten tegen |
| ----- | -------- | -------- | ------ | -------- | ------ | --------------- | ---------------- |
| 7e    | 34       | 17       | 6      | 11       | 40     | 57              | 37               |

### Topscorers
| #                 | Naam               | Goal |
| ----------------- | ------------------ | ---- |
| 1.                | Jan de Kleijn      | 29   |
| 2.                | Jan Fransz         | 8    |
| 3.                | Jan Eversdijk      | 7    |
| 4.                | Piet van Wouw      | 6    |
| 5.                | John Heikamp       | 2    |
| 5.                | Roel Timmer        | 2    |
| 7.                | Wim Anderiesen jr. | 1    |
| 7.                | John Terborg       | 1    |
| Onbekend doelpunt |                    |      |
| –                 | Onbekend           | 1    |
| Totaal            | Totaal             | 57   |

| #      | Naam          | Goal |
| ------ | ------------- | ---- |
| 1.     | Jan de Kleijn | 1    |
| 1.     | Roel Timmer   | 1    |
| Totaal | Totaal        | 2    |

| #      | Naam         | Goal |
| ------ | ------------ | ---- |
| 1.     | John Heikamp | 1    |
| Totaal | Totaal       | 1    |